# Muxammedkalıy Abılgaziev
Muxammedkalıy Düyşekeeviç Abılgaziev (in kirghiso Мухаммедкалый Дүйшекеевич Абылгазиев?; Kočkor, 20 gennaio 1968) è un politico kirghiso.
Ha ricoperto la carica di primo ministro della Repubblica Asiatica del Kirghizistan dal 20 aprile 2018  al 15 giugno 2020, giorno in cui ha rassegnato le dimissioni al fine di non ostacolare l'andamento di un'inchiesta su presunte pratiche illecite riguardanti l'uso delle frequenze di comunicazione dei cellulari .

## Biografia
Nasce a Kočkor, nell'Oblast di Naryn, nell'allora Unione Sovietica nell'odierno Kirghizistan. Nel 1994, si laurea presso l'Istituto Agrario Konstantin Skryabin, con una specializzazione in Agronomia. Nel 1997, consegue nuovamente una laurea presso la Facoltà di Economia e Business della Università Internazionale del Kirghizistan.
Dopo aver ricoperto l'incarico di vicepremier nel governo di Sooronbay Jeenbekov a partire dall'aprile 2016, viene designato quale Primo Ministro ad interim del paese dal 22 agosto al 26 agosto 2017, a seguito delle dimissioni di Jeenbekov.
Il 20 aprile 2018 è nominato Primo Ministro dopo la caduta del governo di Sapar Isakov, prestando giuramento il successivo 25 aprile.